# Skimmia arborescens
Skimmia arborescens är en vinruteväxtart. Skimmia arborescens ingår i släktet skimmior, och familjen vinruteväxter.

## Underarter
Arten delas in i följande underarter:
- S. a. arborescens
- S. a. nitida